# Bavayia nubila
Espèce
Bavayia nubila est une espèce de gecko de la famille des Diplodactylidae.

## Répartition
Cette espèce est endémique de Nouvelle-Calédonie. Elle se rencontre dans les monts Vulcain, Ouin et Dzumac.

## Publication originale
- Bauer, Sadlier, Jackman & Shea, 2012 : A New Member of the Bavayia cyclura Species Group (Reptilia: Squamata: Diplodactylidae) from the Southern Ranges of New Caledonia. Pacific Science, vol. 66, n. 2, p. 239-247.